# Viés de sobrevivência

As partes danificadas dos aviões que retornam mostram locais onde eles podem sofrer um ataque e ainda voltar para casa em segurança; aqueles atingidos em outros lugares não sobrevivem. (A imagem mostra dados hipotéticos.)

Viés de sobrevivência é um tipo de viés de seleção, que consiste no erro lógico de nos concentrarmos em coisas ou pessoas que sobreviveram a algum processo enquanto ignoramos aqueles que foram eliminados devido a sua falta de visibilidade.

## Exemplos

### Na história
O filósofo Diágoras, quando questionado a respeito dos quadros pintados sobre navios que sobrevivem às tormentas como prova de que os deuses se importam com as questões humanas, responde que aqueles que naufragaram e pereceram no mar não podem ser pintados.

### No militarismo
O matemático e estatístico Abraham Wald conhecia o viés de sobrevivência. Durante a segunda guerra mundial, engenheiros norte-americanos analisavam os caças que regressavam de combates, considerando as áreas com mais furos de balas como aquelas possivelmente mais frágeis dos aviões. Com base nesse pressuposto, blindagem extra foi instalada nessas áreas. No entanto, a estratégia se mostrou um fracasso, já que os aviões que regressavam eram justamente aqueles que sobreviviam aos ataques, e as áreas onde eles eram atingidos por balas eram, na verdade, as mais resistentes da aeronave. Os aviões que eram abatidos e, portanto, não regressavam para serem  analisados eram provavelmente atingidos naquelas áreas onde os aviões que regressaram não foram atingidos. Com base nesse novo pressuposto, Abraham Wald considerou que a blindagem extra deveria ser adicionada nessas áreas. O resultado se mostrou eficaz, revelando a natureza do viés de sobrevivência.

### Na educação
Um outro exemplo (hipotético) seria a de uma escola onde os resultados dos alunos melhoraram consistentemente conforme avançam no ensino médio. Com as notas do segundo ano melhores que a do primeiro e as do terceiro ano melhores que as do segundo. Uma provável causa seria o viés de sobrevivência, já que os alunos com piores notas são reprovados e/ou abandonam a escola, e os alunos com notas melhores avançam para o próximo ano, subindo desta forma a média das notas sem que necessariamente a qualidade de ensino desta escola tenha subido.

### Na economia
Este tipo de viés é muito comum no mercado de fundos de investimento. Estes fundos são criados com o objetivo de bater algum índice de referência, como o S&P 500. O mercado de ações é um ambiente complexo e no longo prazo as chances de sucesso destes fundos é de cerca de 50%, o que sugere que o sucesso se deve mais ao acaso do que a habilidade de gestão dos especialistas destes fundos. Logo, para driblar essa dificuldade, uma empresa de fundos de investimento abre todos anos diversos fundos, aqueles que batem o mercado continuam ativos e são usados como propaganda da empresa, aqueles que fracassam são discretamente fechados e seus ativos são incorporados por algum fundo vencedor.